# Liste von Flüssen in Nordamerika

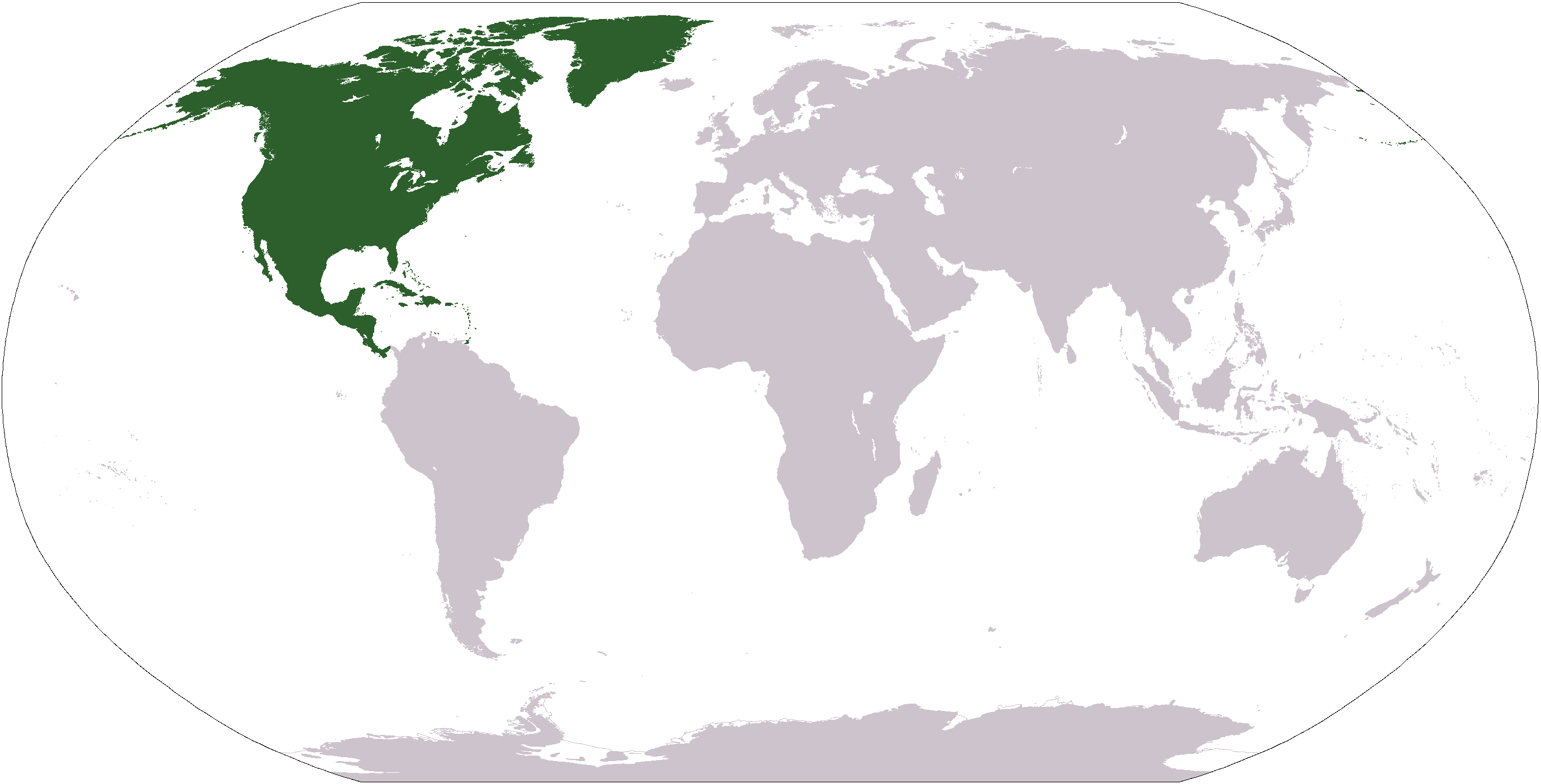
Nordamerika

Die Liste von Flüssen in Nordamerika ist eine nach Staaten sortierte Auflistung von Flüssen in Nord- und Mittelamerika.
Siehe auch Liste der längsten Flüsse der Erde.

## Flüsse inNordamerika

### Flüsse inKanada
Siehe Liste der Flüsse in Kanada

### Flüsse in denVereinigten Staaten
Siehe auch Kategorie:Liste (Flüsse in den Vereinigten Staaten)

## Flüsse inMittelamerika

### Flüsse inBarbados
Bruce Vale River – Constitution River – Joe’s River – Long Pond River

### Flüsse inBelize
Belize River – Blue Creek – Deep River – Eastern Branch – Macal River – Moho River – Mopan River – Monkey River – New River – Raspaculo Branch – Rio Bravo – Rio Grande – Rio Hondo – Sarstoon River – Sibun River

### Flüsse inCosta Rica
Banano – Barranca – Barú – Candelaria – Ceibo – Chiripó (Chiripó Atlántico) – Chocuaco – Coen – Colorado – Coto Brus – División – Estrella – Río Frío – General – Jiménez – Liberia – Matina – Monica – Naranjo – Pacuare – Pirris – Reventazón – Río Grande de Tárcoles – San Carlos – Río San Juan – Sarapiqui – Sardinal – Savegre – Río Sixaola – Sucio – Suerte – Telire – Tempisque – Térraba – Toro – Tortuguero – Urén – Río Virilla

### Flüsse aufDominica
Batali – Belfast River – Belle Fille – Boeri – Canal – Clarkes River – Clifton – Dublanc – Geneva – Gillon – Hampstead – Indian River – La Riviere Blanche – Layou – Macoucheri – Mamelabou – Melville Hall – Pagua – Picard – Roseau – Sainte Marie – Toulaman

### Flüsse in derDominikanischen Republik
Amina – Anamuya – Artibonito – Baiguaque – Baiguate – Bajabonico – Bao – Barreras – Boba – Boya – Cana – Cañada Yerda Buena – Casui – Chacuey – Chavón – Comate – Duey – El Penitente – Guanajuma – Guayubin – Higuamo – Isabela – Jagua – Jaina – Jimenoa – Joca – La Salvita – Las Cuevas – Libón – Macasia – Maguaca – Maguaco – Mao – Masacre – Magua – Medio – Nagua – Nizaito – Nizao – Ocoa – Ozama – Sanate – Soco – Yabacao – Yabon – Yaque del Norte – Yaque del Sur – Yásica – Yuma – Yuna

### Flüsse inEl Salvador
Acelhuate – Banderas – Bravo – El Sauce – El Terrero – Goascorán – Guayapa – Jiboa – Lempa – Mizata – Pasaquina – Paz – Río Grande de San Miguel – Sucio – Sumpul – Titihuapa – Torola

### Flüsse inGuatemala
Achiguate – Río Azul – Cahabón – Cancuén – Chixoy – Chiyú – Coyolate – Cuilco – Dulce – Ixcán – La Pasión – Las Vacas – Machaquilá – Mopán – Motagua – Negro – Paz – Polochic – Grande – Salinas – Samalá – San Juan – San Pedro – Sarstún – Seleguá – Suchiate – Usumacinta – Xaclbal

### Flüsse aufHaiti
Siehe Liste der Flüsse in Haiti

### Flüsse inHonduras
Río Aguán – Río Alúa – Río Chamelecón – Río Choluteca – Río Coco – Río Goascorán – Río Guayambre – Río Guayape – Río Higuito – Río Humuya – Río Jalán – Río Lempa – Río Mangulile – Río Patuca – Río Papaloteca – Río Paulaya – Río Grande de Otoro – Río Sico – Río Sulaco – Río Ulúa – Río Wampu

### Flüsse aufJamaika
Annotto River – Black River – Boundbrook River – Breadnut Gully – Broad River – Buff Bay River – Cabarita River – Cave River – Coleburns Gully – East Town River – Elim River – Ferry River – Fresh River – Great River – Hectors River – Hilliards River – Hope River – Indian River – Laughlands Great River – Lucea East River – Main Savanna Gully – Martha Brae River – Milk River – Montego River – Morant River – Mouth River – Negril River – Negro River – Orange River – Pedro River – Pindars River – Plantain Garden River – Quashies River – Rhymesbury Gully – Rio Bueno – Rio Cobre – Rio Doro – Rio Grande – Rio Magno Gully – Rio Minho – Roaring River – Saint Anne’s Gully – Spanish River – Swift River – Wag Water River – West Town River – White River – Yallahs River

### Flüsse aufKuba
Siehe Liste der Flüsse auf Kuba

### Flüsse inMexiko
Acatepec – Acatlán – Acoyoapa – Acuecuellos – Agua Bendita – Agua Caliente – Agua Fria – Agua Salada – Aguacate – Agualeguas – Aguascalientes – Aguiagua – Aguililla – Ahuehuello – Ahuongo – Alamar – Almandro – Almolon – Almoloya – Alseseca – Altotonga – Amaca – Amajac – Ameca – Anaxatl – Angulo – Apol – Apulco – Armería – Atempa – Atengo – Atenguillo – Atilla – Atoyac (Guerrero) – Atoyac (Oaxaca) – Axamapa – Ayotuyco – Ayuquila – Ayutla – Río Azul – Balleza – Balsas – Barberena – Barrancad el Muerto – Batopilas – Beltran – Bitzal – Blanco (Laguna de Alvarado) – Bolaños – Borrunda – Burgos – Cachoapa – Cajones – Calabos – Calabozo – Calapa – Calderón – Calnali – Calvillito – Calvillo – Camaitlán – Camotlán – Candelaria – Caninzio – Caracuaro – Carricitos – Carrizal – Casas Grandes – Cazones – Cedro Viejo – Chacamax – Chacapala – Chalma – Chamacua – Champotón Chapulapa – Charravia – Chicalote – Chicayán – Chico – Chicozapote – Chiflon – Chihue – Chilapa – Chinal – Chinipas – Chiquito – Chirangueo – Chochotla – Chontlalcuatlán – Chumpan – Claro – Coahuayana – Coalcomán – Coatalapa – Coatepequito – Coatzacoalcos – Cocula – Colaquital – Colón – Colorado – Colotepec – Comala – Comulco – Concheño – Conchos – Contzintla – Copala – Copalita – Corona – Cortijos – Cosahuico – Cosillas – Cosoltepec – Cotaxtla – Coy – Coycoyán – Coyol – Coyolapa – Coyotes – Coyuca – Cuale – Cuanana – Cuatlaco – Cuautitlan – Cuautla – Cuitzmala – Cumiapa – Cupatitzio – Cutzamala – Cutzio – Cuxcuchapa – El Abrevadero – El Aguacate – El Aguila – El Álamo – El Arenal – El Cajón – El Caloso – El Camarón – El Campanario – El Capitán – El Carrizal – El Cedazo – El Ceñidor – El Chapopote – El Chico – El Copal – El Corte – El Cubo – El Esmeril – El Espiritú – El Este – El Fuerte – El Lagarto – El Macho – Madroño – El Meco – El Mezonte – El Mezquite – El Montor – El Naranjo – El Nogal – El Ocote – El Olivo – El Olmo – El Parral – El Pilón – El Pino – El Porvenir – El Pueblito – El Remate – El Sabinal – El Sabino – El Salado – El Salto – El Sapo – El Saucillo – El Saya – El Tigre – El Tuito – El Zacatonal – El Zacate – El Zapote – Encadenado – Encinal – Escondido – Espiritu Santo – Etúcuaro – Extóraz – Feliciano – Ferreria – Florido – Frío – Gallinas – Garces – Garrapatas – Gil – Gonzalez  – Grijalva – Guacamacato – Guadalupe – Guajolote – Guayalejo – Guayameo – Hacienda de Dolores – Hidalgo – Higuerilla – Hondo – Hualahuises – Huaxcatla – Huehuetlan – Huertilla – Huitzilapan – Igualita – Infiernillo – Iquinuapa – Itlatlaxco – Itzicuaro – Ixtlacabaza – Izatla – Jaguactal – Jalpan – Jaltepec – Jamapa – Jerez – Jicaro – Juchipila – Juquila – La Arena – La Ardilla – La Boquilla – La Candelaria – La Colorada – La Escopeta – La Gloria – La Guagua – La Labor – La Laja – La Lana – La Mariscala – La Paula – La Piedra Colorada – La Pita – La Playa – La Puerta – La Sierra – La Tigra – La Union – La Venta – La Vieja – La Zauda – Lagartos – Lajajalpan – Las Carboneras – Las Cruces – Las Delicias – Las Flores – Las Higueras – Las Lagurillas – Las Lajas – Las Minas – Las Moras – Las Pilas – Las Trejas – Las Truchas – Las Vegas – Las Zúñigas – Lavaderos – Lechugal – Lerma – Limones – Los Amates – Los Atles – Los Fresnos Grandes – Los Gatos – Los Hules – Los Lobos – Los Loera – Los Negros – Los Organos – Los Perros – Los Pinos – Lumbre – Magdalena – Malila – Malinatepec – Maluco – Mamantel – Marabasco – Marabasco-Minatitlán – Marcinique – María de la Torre – María García – Marquella – Mascota – Maxeque – Mayo – Medellin Pigua – Mesillas – Metep – Metztitlan – Meyuca – Mezcala – Mezquitalillo – Milpillas – Mimiaguaco – Minas – Minatitlán – Mirandilla – Mismaloya -Mixteco – Mixtecolapa – Moctezuma (Río Pánuco) – Moctezuma (Río Yaqui) – Naranjeño – Naranjos – Nazas – Necaxa – Negro – Neixpa – Nexapa – Nonoava – Nueva Cuadrilla – Nuevo Mundo – Nuevo Reynosa – Ocampo – Olivares – Omitlan – Ostuta – Oteros – Ototal – Pabellón – Palapa – Palizada – Palmas – Palomillal – Palos Altos – Pantepec – Pantla – Pánuco – Papagayo – Papaloapan – Papalutla – Papigochi – Parral – Paso Hondo – Patambaro – Pedregal – Pedregoso – Pejelagarto – Peña Blanca – Peñascal – Pesquería – Petancla – Petapa – Petlapa – Pilón – Pimiental – Placeres del Oro – Platanar – Playas – Pochote – Poleva – Porbollon – Porucho – Potosí – Potrero – Puente Grande – Pungarancho – Purificación – Purungueo – Putla – Puxcatán – Puxmetacan – Puyacatengo – Quetzala – Quetzalapa – Quetzaltengo – Ramos – Rancho Coapa – Ratón – Reforma – Río Bravo (del Norte) – Río Grande – Río Grande de Chiapa – Río Grande de Morelia – Río Grande de Santiago – Ríos – Rosas – Sabanillas – Sabinas – Sabino – Sabinos – Salado – Salado de Nadadores – Salitre – Salsipuedes – Samaria – Sampalmar – San Agustin – San Antonio – San Cipriano – San Cristóbal – San Diego – San Esteban – San Felipe – San Francisco – San Isidro – San Jerónimo – San Joaquin – San José – San Juan – San Juan de los Lagos – San Lorenzo – San Luis – San Marcos – San Miguel – San Nicolás – San Pedrito – San Pedro Jorullo – San Pedro Mezquital – San Pedro y San Pablo – San Simon – San Vicente – Santa Catarina – Santa Clara – Santa Isabel – Santa Lucia – Santa Maria – Santa Rita – Santa Rosa – Santana – Santo Domingo – Sarabia – Seco – Senthe – Septentrión – Shumula – Silao – Sinaloa – Siripa – Soto La Marina – Soyotla – Sultepec – Tabasquilo – Tabo – Tacotalpa – Talol – Tamasopo – Tamazula – Tamcuilín – Tameaco – Tamesi – Tamozús – Tampaón – Tancochapa – Tantoan – Teapa – Tecolutla – Tecpan – Tecolotlán – Tehuantepec – Tehuetlan – Tejalpa – Tejupilco – Temascaltepec – Temoriba – Templado – Tenancingo – Tenango – Teocuitlapa – Tepalcatepec – Tepalcingo – Tepate – Tepecoacuilco – Tepetitlan – Tequisistlan – Tetlahuatl – Texcoco – Tianguistengo – Tigre – Tilapa – Tilostoc – Tizapa – Tizapán – Tlacolutla – Tlaltenango – Tlapala – Tlapaneco – Tlapehualapa – Tomatlan – Tomochi – Tonalá – Toquilpa – Torres – Toscano – Trinidad – Tula – Tulija – Tultitlan – Turbio – Turicato – Tutuaca – Tuxcacuesco – Tuxpan – Tuzantla – Tzim-Bac – Tzinzongo – Ucum – Urapa – Urique – Uspanapa – Usumacinta – Valle Nacional – Velero – Verde – Victoria – Viejo Agua Zarca – Xalpa – Xaltetla – Xuchitlan – Yaqui – Yautepec – Yerbabuena – Yextla – Yutaculta – Zahuapan – Zanapa – Zarco – Zempoala – Zicastla – Zicateoyán – Zicuirán – Zihuaquio – Zinquihuila – Zitlacuatla – Zontelomatlan

### Flüsse inNicaragua
Río Coco – Río Frío – Río Grande de Matagalpa – Río San Juan

### Flüsse inPanama
Chucunaque – Río Teribe – San San – Río Sixaola

### Flüsse aufSt. Lucia
Cul de Sac – Roseau – Canelles

### Flüsse aufSt. Vincent und den Grenadinen
Colonarie

### Flüsse inTrinidad und Tobago
Siehe Liste der Flüsse in Trinidad und Tobago